# Пардо, Рубен
Рубен Пардо Гутьеррес (исп. Ruben Pardo Gutierrez; 22 октября 1992, Логроньо) — испанский футболист, полузащитник.

## Биография
В начале карьеры Пардо выступал в составе «Реала» из Сосьедада. Сначала он выступал во второй команде, за которую в 31 матче забил один мяч.
С сезона 2011/12 начал привлекаться к играм Ла Лиге. В октябре 2011 года вышел на замену в матче против «Реала» из Мадрида. Играл в клубе беспрерывно, до января 2017 года, когда был арендован в «Бетис». По возвращении из аренды играл за клуб до окончания контракта по окончании сезона 2019/2020.
По окончании контракта, было объявлено о переходе полузащитника во французский клуб «Бордо». Успев сыграть в новом сезоне только 8 матчей, забив в них 1 гол, был арендован «Леганесом».
Проведя в аренде 1 год, вернулся в "Бордо", успев сыграть с новом сезоне только 1 матч, стал свободным агентом и подписал контракт с «Леганесом»
Пардо считается перспективным полузащитником, подтверждением тому может служить статистика хавбека, который постоянно привлекался к играм за различные сборные страны.
В 2023 году перешел в футбольный клуб «Арис» на правах свободного агента.

## Достижения
«Реал Сосьедад»
- Сегунда: 2009/10

Испания (до 19 лет)
- Чемпионат Европы по футболу до 19: 2011